# مارتن بريتشارد
مارتن بريتشارد هو نقابي وسياسي أسترالي وبريطاني، ولد في 16 يوليو 1959 في ليمينغتون ‏ في المملكة المتحدة. نشط حزبياً في حزب العمال الأسترالي ‏. وقد انتخب Member of the Western Australian Legislative Council ‏ عن دائرة North Metropolitan Region (Western Australia) ‏ (21 أبريل 2015 – ).